# Suzanne Simonin, la Religieuse de Diderot
Pour les articles homonymes, voir Religieuse (homonymie).
Pour plus de détails, voir Fiche technique et Distribution.
Suzanne Simonin, la Religieuse de Diderot, parfois appelé La Religieuse, est un film de Jacques Rivette, adapté du roman La Religieuse de Diderot et sorti en 1967.

## Synopsis
Au XVIIIe siècle, Suzanne Simonin, née de père inconnu, est cloîtrée contre son gré par ses parents, qui la destinent à la vie conventuelle bien qu'elle n'en ait pas la vocation.
Rebelle à toute autorité et désirant retourner à la vie civile, elle subira la cruauté d'une abbesse sadique, qui lui infligera humiliations et tortures et la croit possédée par le diable. Suzanne obtient sa mutation par voie juridique dans un autre couvent, dont l'ambiance est beaucoup plus dilettante et dans lequel elle sera confrontée aux avances amoureuses et sexuelles de sa nouvelle abbesse.
Elle s'enfuit à nouveau de ce couvent et devient blanchisseuse. Elle se retrouve bientôt pensionnaire d'une maison de prostitution. Suzanne se suicide finalement en se jetant de la fenêtre d'un château.

## Fiche technique
- Titre original : Suzanne Simonin, la Religieuse de Denis Diderot
- Réalisateur : Jacques Rivette, assisté de Philippe Fourastié et Pierre Fabre
- Scénario : Jacques Rivette et Jean Gruault, d'après le roman de Denis Diderot
- Producteur : Georges de Beauregard
- Durée : 135 min
- Pays : France
- Format : couleurs (Eastmancolor), son mono
- Musique originale : Jean-Claude Éloy
- Autres musiques : François Couperin, Johann Martini, Johann Pachelbel et Jean-Philippe Rameau
- Photographie : Alain Levent
- Montage : Denise de Casabianca
- Costumes : Gitt Magrini
- Date de sortie : le 26 juillet 1967 en salles (France). Le film a été présenté l'année précédente au festival de Cannes.
- Affiche : René Ferracci (France)

## Distribution
- Anna Karina : Suzanne
- Liselotte Pulver : Mme de Chelles
- Micheline Presle : Mme de Moni
- Francine Bergé : sœur Sainte-Christine
- Francisco Rabal : Dom Morel
- Christiane Lénier : Mme Simonin
- Yori Bertin : sœur Sainte-Thérèse
- Catherine Diamant : sœur Sainte-Ursule
- Gilette Barbier : sœur Saint-Jean
- Annick Morice : sœur Saint-Jérôme
- Danielle Palmero : sœur Saint-Clément
- Françoise Godde : la domestique
- Jean Martin : Monsieur Hébert
- Marc Eyraud : le père Séraphin
- Charles Millot : Monsieur Simonin

## Autour du film

### La genèse
Rédacteur en chef du Cahiers du cinéma, Jacques Rivette souhaite également concrétiser sa conception du cinéma en réalisant des films. Après un premier long métrage, il envisage une adaptation cinématographique du roman de Diderot comme thème de son deuxième long métrage. Mais la réception en 1962 d'un avis de précensure défavorable de la commission de contrôle, décourage le premier producteur sollicité, Éric Schlumberger. Par l'entremise de Jean-Luc Godard, Jacques Rivette contacte Georges de Beauregard,.
Toujours sur les conseils de Jean-Luc Godard, le scénario, rédigé par Rivette et Jean Gruault, est adapté en 1963 pour le théâtre au Studio des Champs-Élysées, dans une mise en scène de Jacques Rivette et avec Anna Karina dans le rôle de Suzanne Simonin. C'est une façon de tester l'accueil d'un tel thème. La pièce ne déclenche pas de scandale et génère plutôt de l'indifférence, malgré de bonnes critiques.

### La censure
L'adaptation de l'œuvre de Diderot est d'abord refusée par la commission de précensure, puis, après modification du scénario, proposée pour une interdiction aux moins de 18 ans. Cependant, même si la hiérarchie de l'Église catholique, alors en plein concile Vatican II, n'intervient pas directement, des religieuses, des associations de parents d'élèves de l'enseignement privé et divers responsables catholiques font pression pour la faire interdire.
En pleine campagne électorale présidentielle, la présidente de l'Union des supérieures majeures de France écrit, le 12 octobre 1965, au ministre de l'Information, Alain Peyrefitte, pour lui faire part de son inquiétude à l'égard d'« un film blasphématoire qui déshonore les religieuses ». « Je partage entièrement les sentiments qui vous animent », lui répond le ministre, qui lui donne l'assurance qu'il utilisera tous ses pouvoirs pour empêcher le film de nuire à l'image des religieuses. Alain Peyrefitte aurait également reçu une instruction orale du général de Gaulle, contacté lui aussi par des religieux et ne souhaitant sans doute pas fâcher l'électorat catholique, de bloquer la sortie du film.
Le tournage se trouve ensuite gêné par le refus des autorités d'autoriser le tournage à l'abbaye de Fontevraud. Le 22 mars 1966, la commission de contrôle autorise la distribution du film aux plus de 18 ans. Cependant, le 31 mars 1966, le secrétaire d'État à l'Information, Yvon Bourges, après avoir réuni la commission (dont l'avis n'est que consultatif) et le directeur de la sécurité nationale, Maurice Grimaud (qui expose des troubles à l'ordre public potentiels), interdit totalement la distribution et l'exportation du film.

### Bataille légale
La censure provoque un tollé. Jean-Luc Godard interpelle André Malraux, « ministre de la Kultur » dans une lettre ouverte dans Le Nouvel Observateur, le 6 avril 1966,. De nombreuses personnalités publiques, y compris des personnalités se réclamant de l'Église, s'insurgent. François Mauriac, dont l'influence est forte auprès des catholiques, s'exprime dans le journal Le Figaro sur cette controverse et renvoie dos à dos à la fois le gouvernement, ceux qui crient à la censure et le milieu clérical, écrivant : « Il n'empêche que je ne suis pas d'accord non plus avec ce monde clérical parti en guerre contre un film qu'il n'a pas vu et sans savoir de quoi il retourne. ».
Malraux ne peut ou ne veut empêcher le film d'être sélectionné au festival de Cannes. Georges de Beauregard et son avocat Georges Kiejman se lancent dans une bataille juridique. En 1967, le tribunal administratif annule la décision d'interdiction pour vice de forme. Le nouveau ministre de l'Information, Georges Gorse, l'autorise aux plus de 18 ans et, finalement, la décision d'annuler la censure est définitivement confirmée par le Conseil d'État, mais en 1975, bien après la sortie en salle,.

### Succès
Le film sort le 26 juillet 1967 dans cinq salles parisiennes. Fort de sa publicité et de son aura scandaleuse, il enregistre 165 000 entrées en cinq semaines. Le roman de Diderot profite de ce succès et est réédité plusieurs fois. Il n'y a ni d'incidents majeurs ni de tumultes. Le public découvre un film sobre et fidèle au roman dont il est l'adaptation, ne méritant sans doute pas la publicité sulfureuse qui a entouré sa sortie et que Jacques Rivette expliquera ne jamais avoir cherchée. En 2018, le film ressort en salle avec une copie restaurée.